# Marilina Ross
Marilina Ross (nacida como María Celina Parrondo, Liniers, Buenos Aires, 16 de febrero de 1943) es una cantautora y actriz argentina. Durante los años de la última dictadura militar (1976-1983) estuvo exiliada en España, perseguida por sus ideas políticas.
Es reconocida por haber trabajado en películas argentinas aclamadas por el público y la crítica, como Los herederos, La Raulito, La tregua y Al servicio de la mujer española (en España).

## Biografía

### Carrera actoral

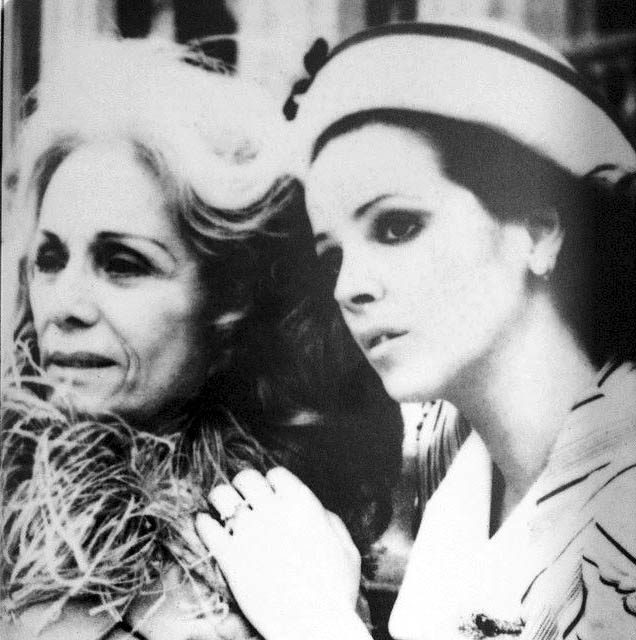
Mecha Ortiz y Ross en la película Piedra libre de Leopoldo Torre Nilsson (1976).

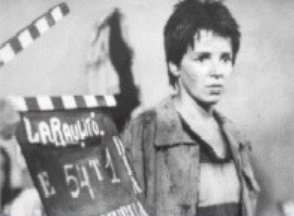
Ross en la película La Raulito de Lautaro Murúa (1975)

Hija de inmigrantes españoles, nació en el barrio porteño de Liniers en 1943. A los 8 años, Marilina comienza su preparación actoral en el Teatro Infantil Labardén donde estudió por seis años. A los 16 debutó como profesional al encarnar el personaje de una adolescente en Lucy Crown, una obra de teatro con la legendaria actriz Luisa Vehil. 
En paralelo a su actividad teatral desarrolló su carrera televisiva, participó en clásicos programas de la pantalla chica argentina, como La Nena, con Osvaldo Miranda.
Formó parte del laureado grupo Gente de Teatro, presentó en televisión el programa Cosa juzgada, bajo la dirección de David Stivel. El grupo está integrado por Norma Aleandro, Bárbara Mujica, Juan Carlos Gené, Carlos Carella (luego se agregó Federico Luppi) y Emilio Alfaro, con quien estuvo casada entre 1965 y 1974; realizó algunos de los programas más impactantes y mejor actuados de la época.
Además participó, entre otros, en Yo soy porteño, Señoritas alumnas, La chispa del amor, y como protagonista del teleteatro Piel naranja, de Alberto Migré, con Arnaldo André y China Zorrilla.
Su desempeño cinematográfico llegó al auge al protagonizar el filme de Lautaro Murúa La Raulito, papel que le reportó gran reconocimiento internacional.
En 1976 se exilió en España debido a la prohibición de trabajar impuesta por la dictadura militar argentina. Allí participó en seis películas, en algunas obras teatrales y en programas televisivos. En 1980 regresó a su país.

### Carrera musical

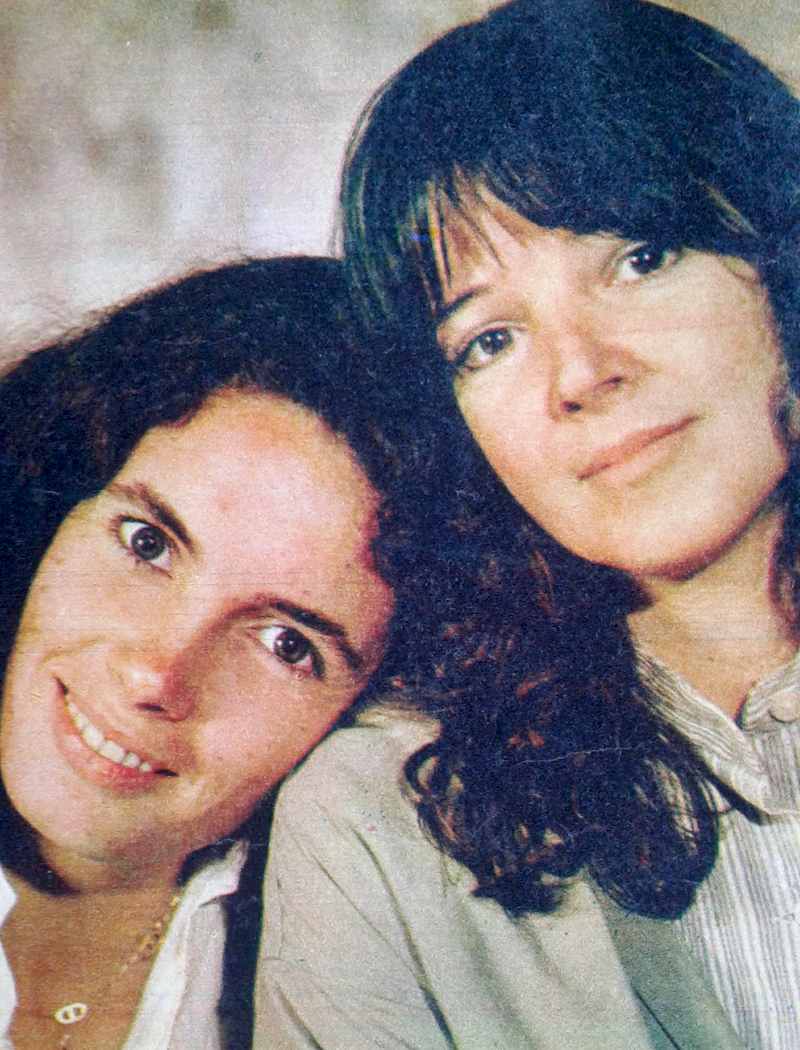
Posando junto a Sandra Mihanovich para la revista 10, 1982.

Junto a su carrera de actriz Marilina Ross desarrolló una importante carrera musical. En la década de 1960 conoció al poeta Paco Urondo con quien empezó a componer canciones. En 1966 participó del espectáculo “El tiempo de los carozos”, en el Café Teatral Estudio de Buenos Aires, con dirección de Carlos Gandolfo y Augusto Fernández, considerado el primer café concert argentino, donde Marilina cantaba acompañada con su guitarra una serie de canciones compuestas con Urondo: «La bomba nuclear», «Todo tiempo pasado fue mejor», «Venía caminando por la calle y te miré» y «Vivir aquí».
Ese mismo año de 1966 grabó su primer disco como cantando dos temas propios, un simple que incluye «Qué será de mí» (con letra de Paco Urondo) y «Mariposa de color» (con letra de Elsa Jascalevich). En 1968 grabó un segundo disco simple, acompañada del Grupo Vocal Argentino, con otros dos temas propios, «Carta a papá» con letra de Cristina Banegas y «Vivir aquí» con letra de Paco Urondo. Ya en 1968, el crítico musical Miguel Smirnoff menciona a Marilina Ross, junto al Cuarteto Zupay, Astor Piazzolla y Leonardo Favio, entre los autores y compositores que estaban renovando la música popular argentina.
En 1975 RCA Victor editó y lanzó su primer LP con el título Estados de ánimo, que tuvo dos ediciones en Argentina, una en España y otra en Corea del Sur. El álbum contiene varias canciones de su autoría, la mayoría con letras de Cristina Banegas, destacándose el éxito «Quereme... tengo frío», con letra de Elsa Jascalevich.
En 1976 se exilió en España debido a la persecución por sus ideas políticas. En 1982, CBS lanzó en Argentina y en España el LP Soles, que contenía entre otros el tema «Puerto Pollensa».
En su retorno a la Argentina, debutó en un bar de Córdoba; Sandra Mihanovich la escuchó y le pidió permiso para grabar «Puerto Pollensa» que se convirtió en un clásico del rock. Marilina aceptó ya que seguía censurada por la dictadura. 
Luego vinieron A mis queridos seres y Sobre un mar de miedos, en 1983 y 1984. Dos años después editó Cruzando las grandes aguas; al año siguiente, Mis hijos naturales. En 1989 salió a la venta Conectándome. En 1990, Ross regresó al estudio para grabar Latiendo. Tres años después lanzó De amor y locuras. En 2000, luego de participar del documental Maneken, de Juan Schröder, editó el disco Más que un sueño.
Ross se ha convertido en una figura importante del teatro argentino, recibió un sinnúmero de reconocimientos y gran apoyo del público. En 1995 recibió el Premio Konex - Diploma al Mérito en la disciplina Autor / Compositor de Pop / Balada.  Fue declarada Ciudadana ilustre de la Ciudad de Buenos Aires en 2009 por la Legislatura de la Ciudad Autónoma de Buenos Aires.

### Compromiso político
Desde niña Marilina Ross adhirió al peronismo, compromiso que se volcaría también en su obra artística y que fue causa de su exilio. "Mi primer acercamiento al peronismo, puro amor y solidaridad", ha dicho en un reportaje de 2022. En 1972 integró la comitiva que acompañó en el avión al general Juan Domingo Perón en su regreso al país luego de 18 años de exilio.
En 1973 fue una de las fundadoras de la Agrupación Actoral José Podestá, integrada por más de cien artistas peronistas que presentaba espectáculos teatrales y musicales en las villas miseria y barrios populares. El colectivo preparó dos espectáculos, “«Se viene el aluvión, sin segunda vuelta», en apoyo a la campaña electoral del Frejuli y «Fiesta de la victoria» para celebrar la victoria electoral del 11 de marzo de 1973. En 1973, la Agrupación también grabó un álbum, «Cancionero de la liberación», que incluye varias canciones compuestas por Marilina Ross («La calle de la cárcel» con María Maristany, «Evita está presente» y «Hasta la toma del poder» con Piero) y otras interpretadas por ella («Curas del Tercer Mundo» con Leonor Benedetto, «El triunfo del cuero»).

## Filmografía
- 1962: El televisor
- 1964: Primero yo
- 1965: Los guerrilleros
- 1966: Hotel alojamiento
- 1966: El ojo que espía
- 1967: Las pirañas
- 1968: Ufa con el sexo
- 1970: Los herederos
- 1974: La tregua
- 1974: Proceso de la infamia
- 1975: La Raulito
- 1975: La película
- 1975: Los irrompibles
- 1976: Piedra libre
- 1977: Parranda
- 1978: Soldados
- 1979: Al servicio de la mujer española
- 1980: El hombre de moda, dirigida por Fernando Méndez-Leite
- 1999: Padre Mugica
- 2001: El fuego y el soñador
- 2003: Maneken
- 2015: El espejo de los otros

## Teatro
- 1981: Boda Blanca, puesta en escena de Laura Yusem. Con Patricia Hart, Ana María Castel, Sara Vinocur, Rubén Szuchmaker, Marta Rodríguez.

## Discografía
- 1966: Qué será de mí/Mariposa de color (simple)
- 1967: El diario de Ana Frank (recitado)
- 1968: Carta a papá/Vivir aquí, con el Grupo Vocal Argentino (simple)
- 1973: Cancionero de la liberación (varios artistas)
- 1974: Estados de ánimo
- 1975: Queréme... tengo frío
- 1975:  Fotos mías
- 1982: Soles
- 1983: A mis queridos seres
- 1983: Queréme... tengo frío (Reedición de Estados de ánimo)
- 1985: Grandes éxitos en vivo
- 1985: Cruzando las grandes aguas
- 1987: Mis hijos naturales
- 1987: Serie de oro - Marilina por Marilina (Compilado)
- 1989: Conectándome
- 1990: Latiendo
- 1991: Lo mejor de Marilina Ross (Compilado)
- 1991: Contra viento y marea
- 1991: Cachuso Rantifuso
- 1993: De amor y locuras
- 1995: Lo mejor de los mejores - Marilina Ross (Compilado)
- 2000: Más que un sueño
- 2003: Serie de oro - Grandes éxitos (Compilado)
- 2004: De colección (Compilado)
- 2005: Lo mejor de los mejores (Compilado)
- 2010: Por arte de magia (CD - DVD)

## Reconocimientos

### Círculo de Escritores Cinematográficos[10]
| Año  | Categoría    | película                         | Resultado |
| ---- | ------------ | -------------------------------- | --------- |
| 1979 | Mejor Actriz | Al servicio de la mujer española | Ganadora  |

### Premios Fotogramas de Plata
| Año  | Categoría    | película   | Resultado |
| ---- | ------------ | ---------- | --------- |
| 1976 | mejor actriz | La Raulito | Ganadora  |

- Premio "Cruces de Plata" en 1970. Le fue entregada por el señor el célebre pintor Aurelio Canessa.